# Kicker (software)
Kicker (ook KDE Panel of TDE Panel genoemd) is het hoofdpaneel van KDE 3 en ouder, en van TDE. Samen met KDesktop vormde het de grafische omgeving. Kicker kon aangepast worden door de gebruiker. Standaard beschikte het paneel over het K Menu, een knop om het bureaublad te tonen, een homeknop, een Konqueror-knop, een Kontact-knop en een Help-knop. Het had ook een bureaublad-preview en werkbladwisselaar, een taakbalk, een systeemvak en een klok.
Het was een belangrijk onderdeel van de KDE-desktopomgeving en maakte daarom deel uit van de kdebase-module. Kicker werd ook van Qt3 naar Qt4 geporteerd.
In KDE 4 werden Kicker, KDesktop en SuperKaramba vervangen door KDE Plasma 4. Omdat KDE Plasma 4 en KDE Plasma 5 zelf widget-engines zijn, was SuperKaramba niet langer nodig. Kicker werd opnieuw geïmplementeerd als desktopwidget voor KDE 4. In TDE wordt Kicker nog doorontwikkeld.
Kicker kan ook in combinatie met andere grafische omgevingen gebruikt worden.
Akregator · Amarok · Ark · Basket · Choqok · DigiKam · Dolphin · Gwenview · JuK · K3b · Kaffeine · Kate · Kdenlive · KGet · Kicker · Kid3 · Kig · KMail · KMyMoney · KOffice · KolourPaint · Konsole · Kontact · Konqueror · Konversation · Kooka · Kopete  · KPDF · Krusader · KTorrent · KTouch · KWrite · Quanta Plus · Step · SuperKaramba · TDevelop · TDM · Tellico · Yakuake